# Wspólnota administracyjna Laaber
Wspólnota administracyjna Laaber – wspólnota administracyjna (niem. Verwaltungsgemeinschaft) w Niemczech, w kraju związkowym Bawaria, w rejencji Górny Palatynat, w regionie Ratyzbona, w powiecie Ratyzbona. Siedziba wspólnoty znajduje się w miejscowości Laaber, a jej przewodniczącym jest Willibald Hogger.
Wspólnota administracyjna zrzesza jedną gminę targową (Markt) oraz dwie gminy wiejskie (Gemeinde): 
- Brunn – 1402 mieszkańców, 17,95 km²
- Deuerling – 2038 mieszkańców, 7,13 km²
- Laaber – gmina targowa, 5150 mieszkańców, 28,96 km²